# Contea di Kelan
La contea di Kelan (岢岚县S, Kělán XiànP) è una contea della Cina, situata nella provincia dello Shanxi e amministrata dalla prefettura di Xinzhou.